# Юкка Таммі
Юкка Вільо Тапані Таммі (фін. Jukka Viljo Tapani Tammi; народився 10 квітня 1962 у м. Тампере, Фінляндія) — фінський хокеїст, воротар. Член Зали слави фінського хокею (2003).
Вихованець хокейної школи «Ільвес» (Тампере). Виступав за «Ільвес» (Тампере), «ТуТо» (Турку), «Франкфурт Лайонз».
У складі національної збірної Фінляндії провів 213 матчів; учасник зимових Олімпійських ігор 1988, 1992, 1994 і 1998, учасник чемпіонатів світу 1986, 1986, 1987, 1989, 1990, 1994 і 1995, учасник Кубка Канади 1987 і 1991. У складі молодіжної збірної Фінляндії учасник чемпіонату світу 1982. 
Срібний призер зимових Олімпійських ігор 1988, бронзовий призер (1994, 1998). Чемпіон світу (1995), срібний призер (1994). Чемпіон Фінляндії (1985), срібний призер (1990).